# Scarlett (album)
Scarlett là bản phát hành thứ hai và album đầy đủ đầu tiên của nhóm nhạc rock độc lập Spook the Horse phát hành vào ngày 18 tháng 2 năm 2009. Spook the Horse được chọn là một trong số ít các ban nhạc địa phương Seattle được phát hành trong phiên bản 2007, tập 5 của loạt chương trình biểu diễn nhạc DVD Burn to Shine và có bài hát Another New Year, cũng được tìm thấy trong bản phát hành Scarlett.

## Danh sách bài hát
1. "Người bắn cung"   - 3:36
2. "Cách bạn làm"   - 4:13
3. "13 ngày 14 đêm"   - 5:30
4. "Jackrabbit"   - 4:09
5. "Phòng khiêu vũ"   - 4:12
6. "Ánh trăng Sinatra"   - 4:37
7. "Gian hàng thông tin"   - 4:32
8. "Trường học ra"   - 4:12
9. "Cầu siêu"   - 4:35
10. "Một năm mới nữa"   - 5:16
11. "Cách bạn làm (âm thanh)"   - 2:37